# Parco archeologico industriale ex-Breda
Il parco archeologico industriale ex-Breda sorge a Sesto San Giovanni, non lontano dal confine con Milano e dal Parco Nord, in una parte di territorio un tempo occupata dagli stabilimenti della Breda. L'intera area era adibita a parco rottami interno della VI sezione Breda, quella dedicata all'attività siderurgica.
Inaugurato nel 2006 il parco raccoglie alcune testimonianze del passato industriale di Sesto San Giovanni e di Milano: un maestoso carroponte, una Locomotiva FS 830 di produzione Breda, un carro lingottiera della Falck, e lo Spazio MIL (Museo dell'industria e del lavoro), chiuso dal 2020, che ospitava l'archivio Giovanni Sacchi, un maglio a vapore costruito dalla Breda e un ristorante. Tra la locomotiva e il carro ferroviario è posizionata una parete in acciaio Corten, denominata "il muro parlante",  con le iscrizioni delle date e dei principali avvenimenti relativi all'industrializzazione e più in generale alla storia di Sesto San Giovanni.
Il parco è attraversato da una pista ciclabile dedicata a Luigi Malabrocca, storica maglia nera del Giro d'Italia e, verso la Villa Torretta, è presente la scultura Porta Breda (sempre in Corten) dell'artista Michele Festa.

## Carroponte
Il carroponte presente nel parco venne costruito dalla Breda negli anni trenta del XX secolo. È lungo circa 200 metri, largo circa 60 metri e alto circa 20 metri ed è costituito da due file di colonne e di travi che un tempo sorreggevano sette gru a ponte della portata di tre, dieci e quaranta tonnellate. I rottami arrivavano nell'area su vagoni ferroviari provenienti dalla rete ferroviaria nazionale, che entravano negli stabilimenti Breda (e Falck) attraverso una rete di binari che attraversava buona parte della città di Sesto San Giovanni. Le gru, scorrendo sui binari posti in cima al carroponte, movimentavano i rottami ferrosi depositati nell'area: li scaricavano dai vagoni e li dividevano per tipologia e infine li avviavano alla fonderia. I diversi movimenti del carroponte, dal sollevamento e abbassamento del carico tramite l'argano, al movimento longitudinale e trasversale, venivano manovrati da un operaio addetto nella cabina posta sul ponte stesso. In seguito alla chiusura dell'acciaieria il carroponte cessò la sua attività, venendo definitivamente dismesso con la chiusura degli stabilimenti siderurgici Breda negli anni novanta.
A partire dagli anni duemila il carroponte è stato oggetto di una ristrutturazione e grazie alla costruzione di un palco coperto e ad una suggestiva illuminazione è sede di eventi, concerti, spettacoli e attività culturali.

## Locomotiva Breda FS 830

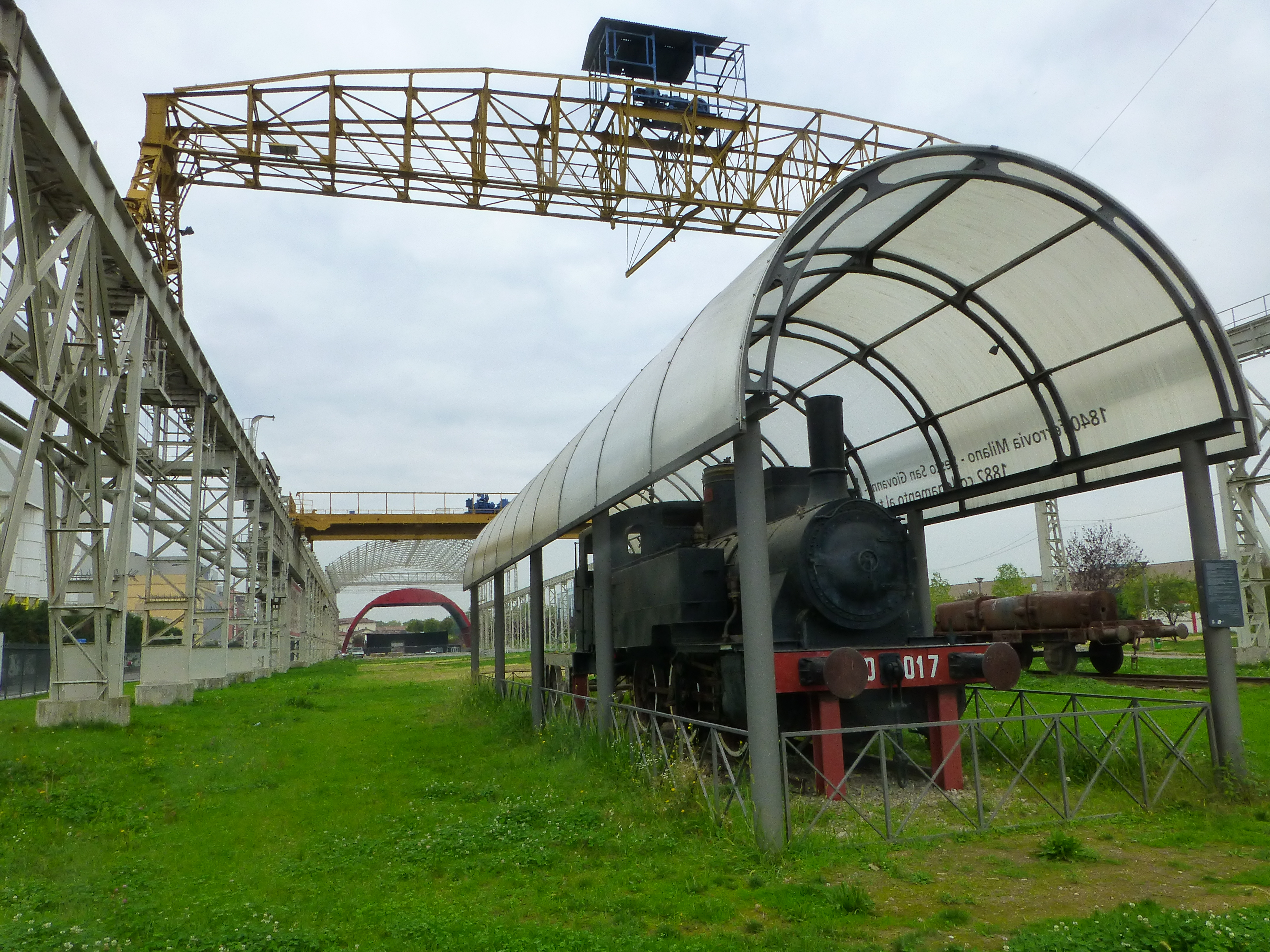
La Locomotiva FS 830 e sullo sfondo il carroponte

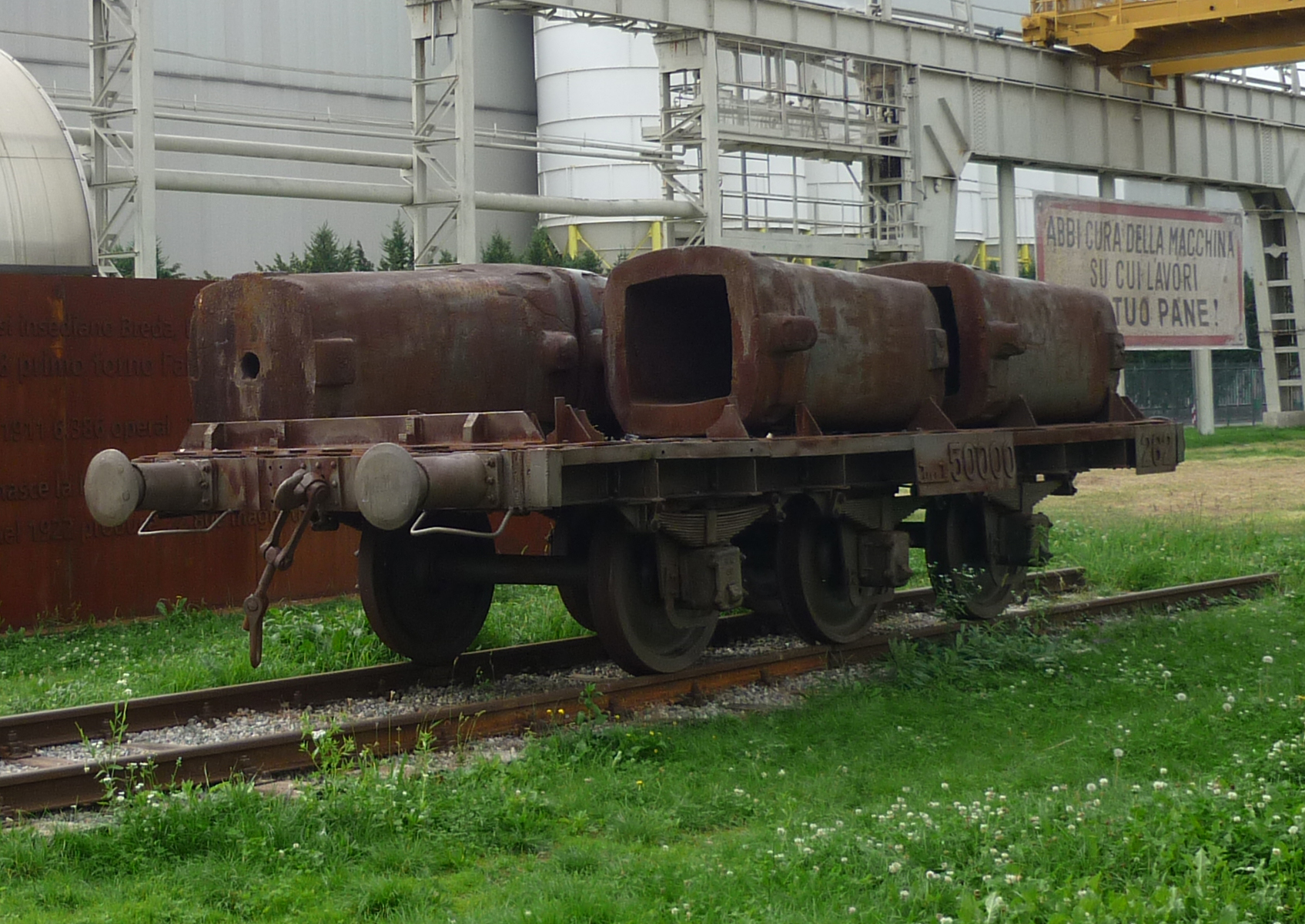
Il carro ferroviario con le lingottiere

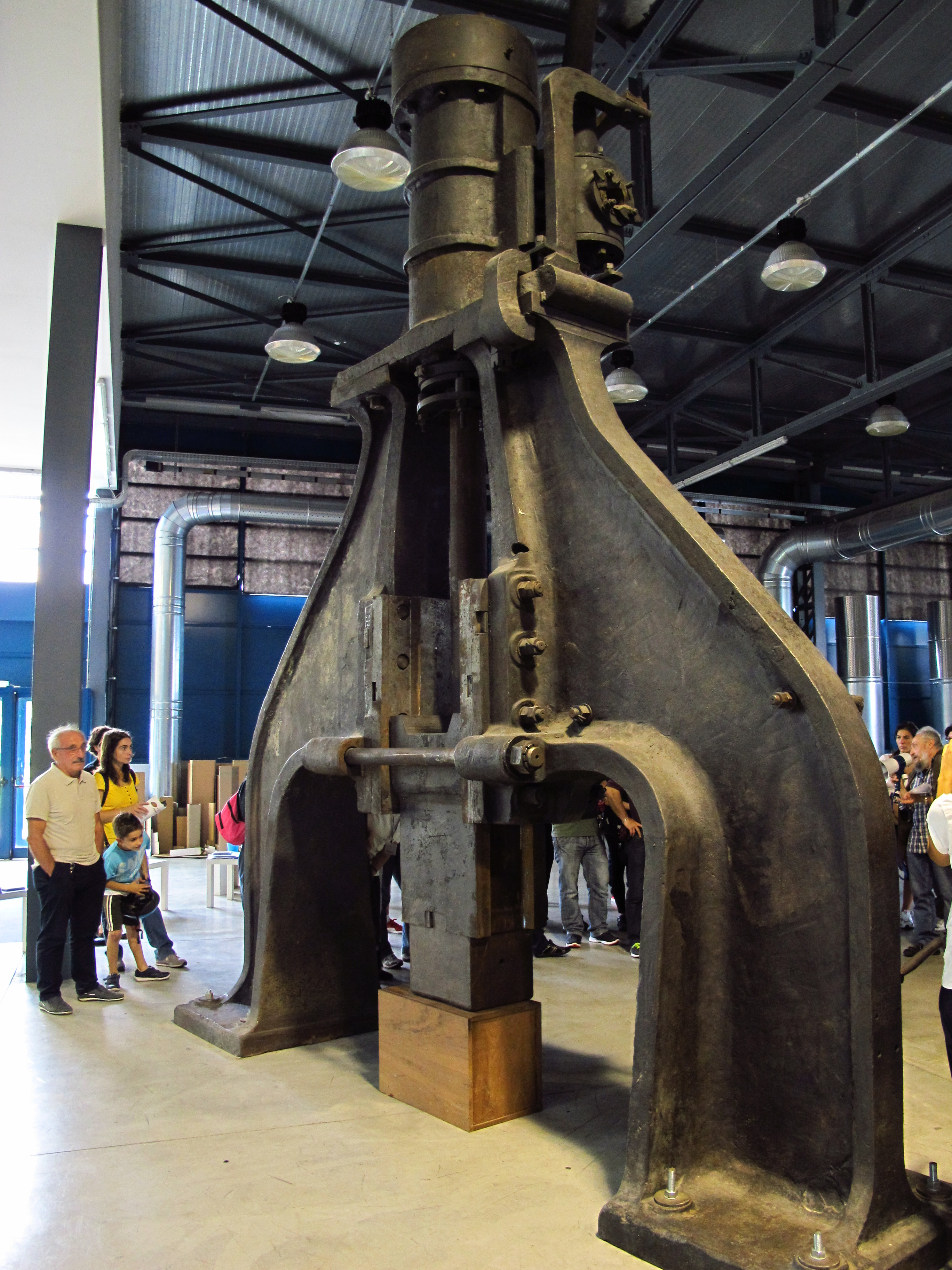
Il maglio a vapore all'interno dello Spazio MIL.

All'interno del parco e in prossimità del carroponte è esposta una Locomotiva FS 830 (unità 017) di produzione Breda. Costruita nel 1906, faceva parte della seconda serie di 830, numerate da 15 a 44, che si differenziava dalla prima serie per il telaio più lungo nella parte posteriore, la maggiore capacità della carboniera e la cabina di pilotaggio dal taglio più moderno. La locomotiva Breda 830/017 era un modello ancora più particolareggiato, data l'assenza del compressore e dell'impianto di frenatura ad aria compressa. Per trent'anni, fino al 1936, questa locomotiva ha viaggiato sulla rete delle Ferrovie dello Stato Italiane. In seguito venne ceduta alla Cokitalia, dove rimase in servizio fino al 1986, subendo diversi ammodernamenti. Nel 1988 venne acquistata dalla Finanziaria Ernesto Breda e nel 1995 venne ceduta al comune di Sesto San Giovanni.
Nel 2005 ha subito un restauro presso l'Ansaldo-Camozzi e nel 2006, centenario della sua costruzione, è stata collocata all'interno del parco archeologico industriale ex-Breda e protetta da una copertura in plexiglas.

## Carro lingottiera
In prossimità della locomotiva è collocato un carro utilizzato per il trasporto delle lingottiere. Questo carro ferroviario veniva utilizzato per movimentare e pesare le lingottiere. Consentiva di ottenere un valore predefinito della tara delle lingottiere e agevolava il controllo della quantità del metallo che veniva colato al loro interno; insieme alla locomotiva è una testimonianza dell'importanza del sistema ferroviario all'interno del contesto industriale urbano, soprattutto per il servizio di collegamento fra i diversi siti cittadini di lavorazione.

## Spazio MIL
Lo Spazio MIL (dove MIL è l'acronimo di Museo dell'Industria e del Lavoro) è un grande edificio in mattoni rossi a vista della prima metà degli anni trenta, un tempo adibito a magazzino ricambi della Breda Siderurgica. È stato ricostruito ed ampliato con una nuova porzione in ferro e cemento. Il complesso si articola su tre navate per uno spazio totale di circa tremila metri quadrati. Fino al 2020 ha ospitato spettacoli, mostre ed eventi, oltre ad un ristorante; lo spazio MIL e l'archivio Sacchi hanno tuttavia chiuso i battenti nel 2020, a seguito della rescissione della concessione da parte del Comune. Lo spazio è ad oggi inutilizzato.

### Archivio Giovanni Sacchi
All'interno dello Spazio MIL era ospitato l'archivio Giovanni Sacchi, che raccoglie una grande quantità di documenti e modelli del noto designer e progettista sestese. I diversi materiali in archivio erano organizzati in aree predisposte per la loro conservazione e venivano impiegati per allestire mostre tematiche temporanee. Nell'archivio era presente anche un'esposizione permanente dedicata all'iter progettuale di alcuni oggetti di design progettati e prodotti nella bottega di Giovanni Sacchi, operativa sino al 1997. Era inoltre stato allestito un laboratorio con un'area attrezzata per lo svolgimento di laboratori di modellistica.
L'archivio fa parte del Circuito Lombardo dei Musei del Design. 

### Maglio a vapore
Il grande maglio a vapore è ospitato all'interno dello Spazio MIL. Venne costruito dalla Breda tra il 1910 e il 1920 ed è stato utilizzato fino alla fine degli anni ottanta. Completamente d'acciaio, il maglio veniva impiegato alla Breda Fucine nei lavori di fucinatura a caldo di pezzi di dimensioni ridotte. La grande mazza battente di acciaio poteva sviluppare una forza di millecinquecento chilogrammi per metro quadrato e per il suo funzionamento era necessario l'intervento di due o tre operai. Uno stantuffo a vapore, la cui valvola di alimentazione era manovrata da un operaio, sollevava la grande mazza battente, che veniva in seguito rilasciata e andava ad abbattersi sul pezzo in lavorazione. Il pezzo, di metallo riscaldato, veniva posizionato e tenuto sull'incudine da un altro operaio munito di pinze e riceveva i colpi necessari ad assumere la forma indicata dal disegno. Il peso dell'imponente maglio è di circa quindici tonnellate, per un'altezza di circa 5 metri. È stato donato dalla Metalcam al comune di Sesto San Giovanni.